# Alain Pierre
Alain Pierre Ribeiro de Magalhães, mais conhecido como Alain Pierre (Paris, 5 de dezembro de 1954),. é um violonista, contrabaixista e alaudista, arranjador, regente, compositor, cantor, produtor e pesquisador musical brasileiro. 
Com uma longa experiência em diversas áreas da música erudita e popular, concluiu o mestrado em Musicologia Histórica, em 2000, com a dissertação O perfil de Baden Powell através de sua discografia. Esse trabalho serviu motivou a publicação do Livro de Partituras sobre Baden Powell (ed. Gryphus, 2000 e 2004). Em 2012, aprovado no concurso promovido pela Secretaria Municipal de Cultura/Prefeitura do Rio de Janeiro no ano anterior, finalizou seu primeiro CD autoral Sementes (Mills Records) e realizou dois shows de lançamento.

## Discografia
- (2012) Sementes
- (1996) Cinco movimentos - Denise Emmer. Leblon Records • CD
- (1993) Cantares de amor, suspiros e cuydados   (participação)  - Conjunto de Música Antiga da UFF • Niterói Discos • CD
- (1992) Cantiga do verso avesso - Denise Emmer. Independente • CD
- (1982) Canto lunar  (participação) - Denise Emmer. RGE • LP
- (1981) Toda a cidade é um pássaro - Denise Emmer. Independente • LP
- (1979) Pirata (A Barca do Sol). Independente • LP
- (1977) Corra o risco (A Barca do Sol). Continental • LP
- (1976) Durante o verão (A Barca do Sol).  Continental • LP